# Miguel Angel Olaverri Arroniz
Miguel Angel Olaverri Arroniz SDB (ur. 9 maja 1948 w Pampelunie) – hiszpański duchowny rzymskokatolicki działający w Kongu, od 2013 biskup diecezji Pointe-Noire, w latach 2020–2024  jej arcybiskup metropolita.

## Życiorys
Święcenia kapłańskie przyjął 5 maja 1976 w zakonie salezjanów. Po święceniach przez rok pracował w Gabonie, a następnie przeniósł się do Republiki Konga. Przez wiele lat był nauczycielem języka hiszpańskiego w jednym z liceów w Brazzaville, a w latach 1993-2004 kierował salezjańską prowincją środkowoafrykańską. W 2004 został przełożonym konwentu w Pointe-Noire, a w 2011 został administratorem tamtejszej diecezji.
22 lutego 2013 został mianowany biskupem Pointe-Noire. Sakry biskupiej udzielił mu 28 kwietnia 2013 bp Pierre Pican.
30 maja 2020 został zwierzchnikiem nowo utworzonej metropolii Pointe-Noire.
6 stycznia 2024 przeszedł na emeryturę. 